# Team NII 6th Stage「專屬派對」公演
Team NII 6th Stage「專屬派對」公演是SNH48的剧场公演，此套公演同時也是SNH48 Team NII的首套原創公演。

## 概要
《专属派对》是SNH48制作团队为Team NII量身打造的一套全新原创公演，制作团队进行了大胆的尝试与突破，为多样的音乐曲风搭配丰富的服装、道具与舞美设计，并根据整场公演的故事线索制作出每一首独具个性的歌曲，16首歌曲紧扣「派对」主题进行演绎。

## 公演曲目
前座曲 
1. Show Time

公演曲 
1. overture (SNH48 ver.)
2. 潘多拉的音乐盒
（作词：鸭毛　作曲：鸭毛　编曲：郭伟聪）
3. 专属派对
（作词：陈立志　作曲：姜帆　编曲：谢维）
4. Shake it！Shake it！
（作词：鸭毛　作曲：鸭毛　编曲：郭伟聪）
5. 摇摆节拍
（作词：谢梦琼、鸭毛　作曲：鸭毛　编曲：郭伟聪）
6. 我们不是天使
（作词：小7　作曲：姜帆　编曲：郭伟聪）
7. 白日梦
（作词：陈立志　作曲：魏文超　编曲：杨任衔）
8. 木偶
（作词：张鹏鹏　作曲：都智文　编曲：杨任衔）
9. Don't touch 
（作词：小7　作曲：都智文　编曲：谢维）
10. 黑天鹅
（作词：小7　作曲：鸭毛　编曲：谢维）
11. Funky Night
（作词：小7　作曲：都智文　编曲：郭伟聪）
12. 圈叉圈叉
（作词：鸭毛　作曲：鸭毛　编曲：谢维）
13. 超级焦点
（作词：陈立志　作曲：都智文　编曲：谢维）
14. 青春不散
（作词：谢梦琼、鸭毛　作曲：鸭毛　编曲：李轩）
15. 不良示范
（作词：浅紫　作曲：鸭毛 编曲：郭伟聪）
16. 下一个黎明
（作词：鸭毛　作曲：鸭毛　编曲：郭伟聪）
17. 星愿
（作词：谢梦琼　作曲：鸭毛　编曲：谢维）

### GNZ48 Team Z 1st Stage「專屬派對」公演
- 前座曲改为《鐘擺的軌跡》。

## SNH48 Team NII 6th Stage「專屬派對」公演
- 公演期間：2016年7月22日[3]－2017年9月16日
- 出演成员
  - 常规16人演出：陳佳瑩、陳問言、馮薪朵、龔詩淇、黃婷婷、何曉玉、鞠婧禕、羅蘭、林思意、陸婷、李藝彤、萬麗娜、易嘉愛、趙粵、周怡、曾艷芬
  - 初日演出：陳佳瑩、陳問言、馮薪朵、龔詩淇、黃婷婷、黃彤揚、何曉玉、羅蘭、陸婷、李藝彤、邵雪聰（Team X）、萬麗娜、王曉佳（Team X）、易嘉愛、趙粵、周怡、曾艷芬
  - 代役演出：邵雪聰（Team X）、宋昕冉（Team X）、孫歆文（Team X）、王曉佳（Team X）、楊冰怡（Team X）、楊韞玉（Team X）、張丹三（Team X）
- 分組曲擔當
  - 我们不是天使（萬麗娜、易嘉愛、曾艷芬）
  - 白日梦（陳問言、羅蘭、林思意（王曉佳）、趙粵、周怡）
  - 木偶（李藝彤）
  - Don't touch（黃婷婷、鞠婧祎（萬麗娜）、何曉玉）
  - 黑天鹅（陳佳瑩、馮薪朵、龔詩淇、陸婷）

## BEJ48 Team J 1st Stage「專屬派對」公演
- 公演期間：2016年10月29日[4][5]－2017年9月17日
- 出演成员
  - 常规16人演出：陈雅钰、房蕾、葛思琪、黄恩茹、李泓瑶、刘闲、任心怡、任玥霖、单习文、石羽莎、孙语姗、王雨煊、叶苗苗、杨晔、张怀瑾、张韩紫陌
  - 初日演出：陈雅钰、房蕾、葛思琪、黄恩茹、李泓瑶、刘闲、任心怡、任玥霖、单习文、石羽莎、孙语姗、王雨煊、许婉玉、叶苗苗、杨晔、张怀瑾、张韩紫陌
- 分組曲擔當（初日演出）
  - 我们不是天使（陈雅钰、任玥霖、石羽莎）
  - 白日梦（李泓瑶、刘闲、单习文、孙语姗、叶苗苗）
  - 木偶（黄恩茹）
  - Don't touch（房蕾、任心怡、杨晔）
  - 黑天鹅（葛思琪、王雨煊、张怀瑾、张韩紫陌）

## GNZ48 Team Z 1st Stage「專屬派對」公演
- 公演期間：2016年11月18日[6]－2017年9月10日
- 出演成员
  - 常规16人演出：陳桂君、陳梓熒、代玲、杜秋霖、劉嘉怡、龍亦瑞、農燕萍、王翠菲、王炯義、王偲越、王盈、王秭歆、楊可璐、楊媛媛、張心雨、趙翊民
  - 初日演出：陳桂君、陳梓熒、代玲、杜秋霖、劉嘉怡、龍亦瑞、農燕萍、王翠菲、王炯義、王偲越、王盈、王秭歆、楊可璐、楊媛媛、于珊珊、張心雨、趙欣雨、趙翊民
- 分組曲擔當
  - 我们不是天使（陳梓熒、劉嘉怡、王翠菲）
  - 白日梦（陳桂君、杜秋霖、龍亦瑞、王盈、楊可璐）
  - 木偶（趙翊民[7]）
  - Don't touch（代玲、農燕萍、張心雨）
  - 黑天鹅（王炯義、王偲越、王秭歆、楊媛媛）

## CKG48 Team C「專屬派對」公演
- 公演期間：2023年9月30日-
- 出演成员
  - 常规16人演出：
  - 初日演出：高雪逸、雷宇霄、赵泽慧、彭榆涵、朱瑞缘、骆羽庭、付美善、梁晶金、胡丹、刘星雨、张莉莉、张钰叶
- 分組曲擔當
  - 我们不是天使
  - 白日梦
  - 木偶
  - Don't touch
  - 黑天鹅

## SNH48年度金曲大賞各曲最高排名
| 歌曲                 | 第3屆  | 第4屆  | 第5届     |
| -------------------- | ------ | ------ | --------- |
| Show Time            | 未發表 | 未入選 | 未入选    |
| 鐘擺的軌跡           | 未發表 | 未入選 | 未入选    |
| 潘多拉的音樂盒       | 未入選 | 未入選 | 未入选    |
| 專屬派對             | 未入選 | 未入選 | 未入选    |
| Shake it！Shake it！ | 未入選 | 未入選 | 未入选    |
| 搖擺節拍             | 未入選 | 未入選 | 未入选    |
| 我們不是天使         | 50     | 未入選 | 未入选    |
| 白日夢               | 未入選 | 未入選 | 未入选    |
| 木偶                 | 4      | 41     | 星辰组 10 |
| Don't touch          | 1      | 未入選 | 星辰组 15 |
| 黑天鵝               | 未入選 | 20     | 星辰组 16 |
| Funky Night          | 未入選 | 未入選 | 未入选    |
| 圈叉圈叉             | 未入選 | 未入選 | 未入选    |
| 超級焦點             | 未入選 | 未入選 | 未入选    |
| 青春不散             | 未入選 | 未入選 | 未入选    |
| 不良示範             | 未入選 | 未入選 | 未入选    |
| 下一個黎明           | 未入選 | 未入選 | 未入选    |
| 星願                 | 未入選 | 未入選 | 未入选    |

## 外部連結
- SNH48 Team NII官方网站的介绍（页面存档备份，存于）
- BEJ48 Team J官方网站的介绍（页面存档备份，存于）
- GNZ48 Team Z官方网站的介绍（页面存档备份，存于）